# Euthalia kingtungensis
Euthalia kingtungensis är en fjärilsart som beskrevs av Lee 1962. Euthalia kingtungensis ingår i släktet Euthalia och familjen praktfjärilar. Inga underarter finns listade i Catalogue of Life.